# Tres Algarrobos
Tres Algarrobos o Estación Cuenca es una localidad del partido de Carlos Tejedor, al noroeste de la provincia de Buenos Aires. Cuenta con cien años de historia, y su actividad agropecuaria es el motor impulsor del pueblo.

## Población
Cuenta con 3201 habitantes (Indec, 2010), lo que representa un incremento del 7% frente a los 2994 habitantes (Indec, 2001) del censo anterior.
| Gráfica de evolución demográfica de Tres Algarrobos entre 1960 y 2010 |
|                                                                       |
| Fuentes: INDEC                                                        |

## Toponimia
Se debe a tres plantas de algarrobo que se alzaban en el límite con General Villegas; por haber sobresalido entre la rala vegetación de la zona esa presencia de algarrobos, planta no característica del lugar. 
También es conocido como Cuenca debido al nombre de la estación del ferrocarril Domingo Faustino Sarmiento.

## Historia
Durante el periodo hispánico estos parajes, tanto el actual partido como el pueblo, se confundían con el mal llamado y descalificador "desierto inculto", habitado por los pueblos originarios de los ranqueles y los pampas, cuyo cacique Pincén tenía sus tolderías en Malal (al sur del actual Trenque Lauquen). 
Es importante destacar, que los originarios empleaban como lugar de tránsito estos parajes para dirigirse de Trenque Lauquen a General Villegas. Con sus constantes idas y venidas por los campos, formaron verdaderos caminos en el desierto. Estas vías recibieron el nombre de rupu (rastrilladas): eran surcos profundos y sólidos que llegaron a tener hasta 300 m de ancho y km de longitud.
Las rastrilladas unían lagunas generalmente de agua dulce, que ellos usaban como base y refugio en sus recorridos para dar de beber a los animales y se abastecían de agua hasta la próxima parada.
Tanto el actual partido de Carlos Tejedor como el pueblo Tres Algarrobos, eran considerados parajes casi desconocidos que pertenecían a Trenque Lauquen. 
Entre 1880 y 1885 se efectúa la mensura de las secciones 15 y 17 de las tierras públicas, (llamadas de frontera), por el agrimensor José María Muñíz. Estas tierras se dividen y se venden en remate a partir de 1888. 
De estas ventas de tierra resultan las primeras estancias del lugar como “El Plato” y posteriormente “La Tierra”.
El pueblo recibió el flujo inmigratorio que se dio en el país, sobre todo en las últimas décadas del siglo XIX, cuyo principal objetivo era aniquilar el poder de los originarios y atraer brazos para la producción agropecuaria. 
Los inmigrantes cuando llegaron se dirigieron a las zonas rurales para trabajar en las estancias. Las técnicas de producción eran europeas (esquilmantes y erosivas) y estaban ligadas a un cultivo extensivo y rotativo. Las cosechas de maíz y de trigo se hacían a mano. La arada y la siembra se hacían con tracción a sangre (por medio de elementos tirados por animales).
El 17 de agosto de 1901 por la "Ley 25 de noviembre” de 1887 el poder Ejecutivo a través del gobernador de la provincia de Buenos Aires, Bernardo de Irigoyen decreta la creación de Tres Algarrobos, ubicado en el partido de Carlos Tejedor perteneciente a Trenque Lauquen y destina estas tierras a la colonización y explotación agrícola ganadera. 
En 1901 también se efectuó el primer remate de chacras, aunque ya existían familias que vivían en el lugar, desde aproximadamente 20 años antes de su fundación. 
El Ministerio de Obras Públicas dispone de la mensura, división y amojonamiento de las fracciones de tierras fiscales de 16.000 ha que se divide en lotes de 100 ha, una de ellas destinada a la formación del pueblo y el resto para chacras. 
El lugar es elegido por la bondad del agua y el terreno. 
La subdivisión estuvo a cargo del Agrimensor Juan Bugni, y del Ingeniero Enrique de Madrid. 
En agosto del mismo año, Lorenzo Bugni, traza armoniosamente un pueblo con las características diagonales para nada comunes en el país, similares a la ciudad de La Plata y a ciertas aldeas francesas de la época.
El pueblo comenzó a crecer a partir de 1902 con los remates de tierras fiscales, ese año se inauguró la plaza principal Bernardino Rivadavia.
En 1910 llega el primer tren del ferrocarril del Oeste. La primera estación llevaba el nombre de "Cuenca" en homenaje al notable médico y poeta Claudio Mamerto Cuenca, muerto en la batalla de Caseros en 1852.

## Tresalgarrobenses destacados
- Arturo Francisco Acebal (1912-1977), pintor, escultor y ceramista vasco. Vivió los primeros cinco años de su vida en Tres Algarrobos.
- Santiago del Moro (1978-), conductor de radio y televisión.
- Juan Martín Trucco (1987-), piloto de automovilismo de velocidad.
- Federico Fernández (1989-), futbolista, actual jugador de Estudiantes de La Plata , también formó parte de la selección argentina.

## Medios Locales
Diarios:
- El Algarrobense.com.ar

Radios:
- FM La Isla, 106.5
- FM Del SOL
- FM Comunidad, "CristAr Radio" www.cristar.com.ar/2/

Revista bimestral "Sentir Cuenca" (Publicación editada durante el año 2008)

## Parroquias de la Iglesia católica en Tres Algarrobos
| Diócesis  | Nueve de Julio |
| --------- | -------------- |
| Parroquia | San José       |